# Tokelo Rantie
Tokelo Anthony Rantie (* 8. September 1990 in Parys) ist ein südafrikanischer Fußballnationalspieler.

## Karriere

### Verein
Ab 2011 spielte Tokelo Rantie für den südafrikanischen Verein Orlando Pirates, bevor er im Jahr 2012 zum schwedischen Rekordmeister Malmö FF wechselte. 2013 zog es ihn zum englischen Verein AFC Bournemouth weiter.
In der Sommertransferperiode 2016 verpflichtete ihn der türkische Erstligist Gençlerbirliği Ankara.

### Nationalmannschaft
Seit 2012 spielt er für die Nationalmannschaft von Südafrika.